# Fukushima (prefektura)
Fukushima (japanski: kanji 福岡県, romaji: Fukushima-ken) je prefektura u današnjem Japanu. 
Nalazi se na istočnoj obali sjevernog dijela otoka Honshūa. Nalazi se u chihō Tōhoku.
Glavni je grad Fukushima.
Organizirana je u 13 okruga i 59 općina. ISO kod za ovu pokrajinu je JP-07.
1. listopada 2010. u ovoj je prefekturi živjelo 2,028.752 stanovnika.
Simboli ove prefekture su cvijet nemotoshakunage  (Rhododendron brachycarpum), drvo japanska zelkova (Zelkova serrata) i ptica narcis muholovac (Ficedula narcissina).